# مرگ‌نشان دم‌کوتاه
مرگ‌نشان دم‌کوتاه (نام علمی: Sheppardia poensis) گونه‌ای از پرندگان خانواده شهدخواران است که در سراسر آفریقای مرکزی پراکنده‌است. زیستگاه طبیعی آن جنگل‌های شمالی، جنگل‌های خشک نیمه‌گرمسیری یا گرمسیری، باتلاق‌های نیمه‌گرمسیری یا گرمسیری و جنگل‌های کوهستانی نمناک نیمه‌گرمسیری یا گرمسیری است.